# Bairros Unidos Futebol Clube
Bairros Unidos Futebol Clube (conhecido também como BUFC Caixão Grande) é um clube multiesportes da Ilha de São Tomé, em São Tomé e Príncipe. Localiza-se na vila de Caixão Grande, no distrito de Mé-Zóchi.
Como Caixão Grande FC, o clube ganhou a Taça Nacional de São Tomé e Príncipe em 1995. No ano seguinte, venceu a Liga Insular de São Tomé e o Campeonato Nacional. Sob o nome atual, Bairros Unidos, o clube ganhou seu segundo e mais recente título nacional em 2001.
Atualmente, o time disputa a primeira divisão do Campeonato Santomense de Futebol.

## Títulos
- Campeonato Santomense de Futebol: 2
  - 1996, 2001
- Taça Nacional de São Tomé e Príncipe: 1
  - 1995
- Liga Insular de São Tomé: 2
  - 1996, 2001

## Campanhas

### Palmarés
| Escalão | Nº Presenças | Títulos | Melhor Classificação |
| I       | -            | 2       | Campeão              |
| II      | 35           | 2       | Campeão              |

### Classificações regionais
| Temporada | Div | Pos | Pts    | J  | V  | E | D | G.M. | G.S. | Diff. |
| 2011      | 2   | 7   | 29 pts | 21 | 7  | 8 | 6 | 25   | 22   | +13   |
| 2012      | 2   | 2   | 33 pts | 18 | 10 | 3 | 4 | 31   | 21   | +10   |
| 2013      | 2   | 4   | 29 pts | 18 | 8  | 5 | 5 | 30   | 20   | +10   |
| 2014      | 2   | 8   | -      | 18 | -  | - | - | -    | -    | -     |
| 2015      | 2   | -   | -      | 18 | -  | - | - | -    | -    | -     |